# کراسلی موتورز
کراسلی موتورز (به انگلیسی: Crossley Motors) یک شرکت سازندهٔ وسیلهٔ نقلیه موتوری بریتانیایی بود. دفتر مرکزی این شرکت در منچستر انگلستان قرار داشت. این شرکت از سال ۱۹۰۴ تا ۱۹۳۸ تقریباً ۱۹٬۰۰۰ خودروی سواری با کیفیت، ۵۵٬۰۰۰ اتوبوس از سال ۱۹۲۶ تا ۱۹۵۸ و ۲۱٬۰۰۰ کالای دیگر و وسیلهٔ نقلیهٔ نظامی از سال ۱۹۱۴ تا ۱۹۴۵ تولید کرد.

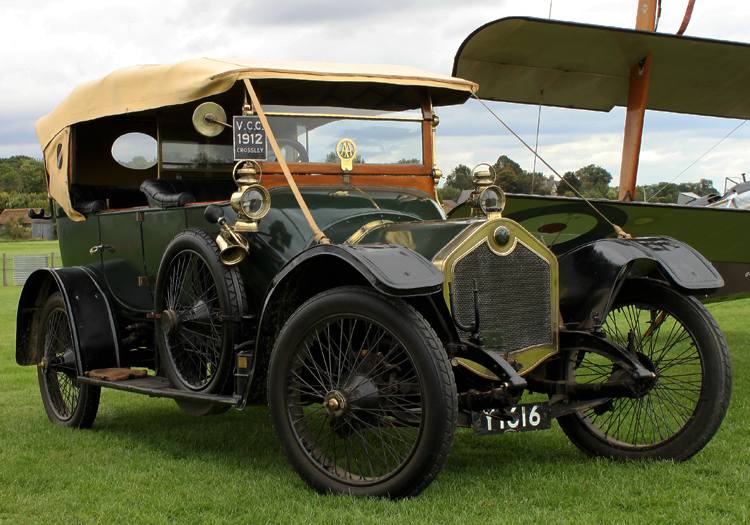
کراسلی مدل ۱۵ (۱۹۱۲) از کلکسیون شاتلورث

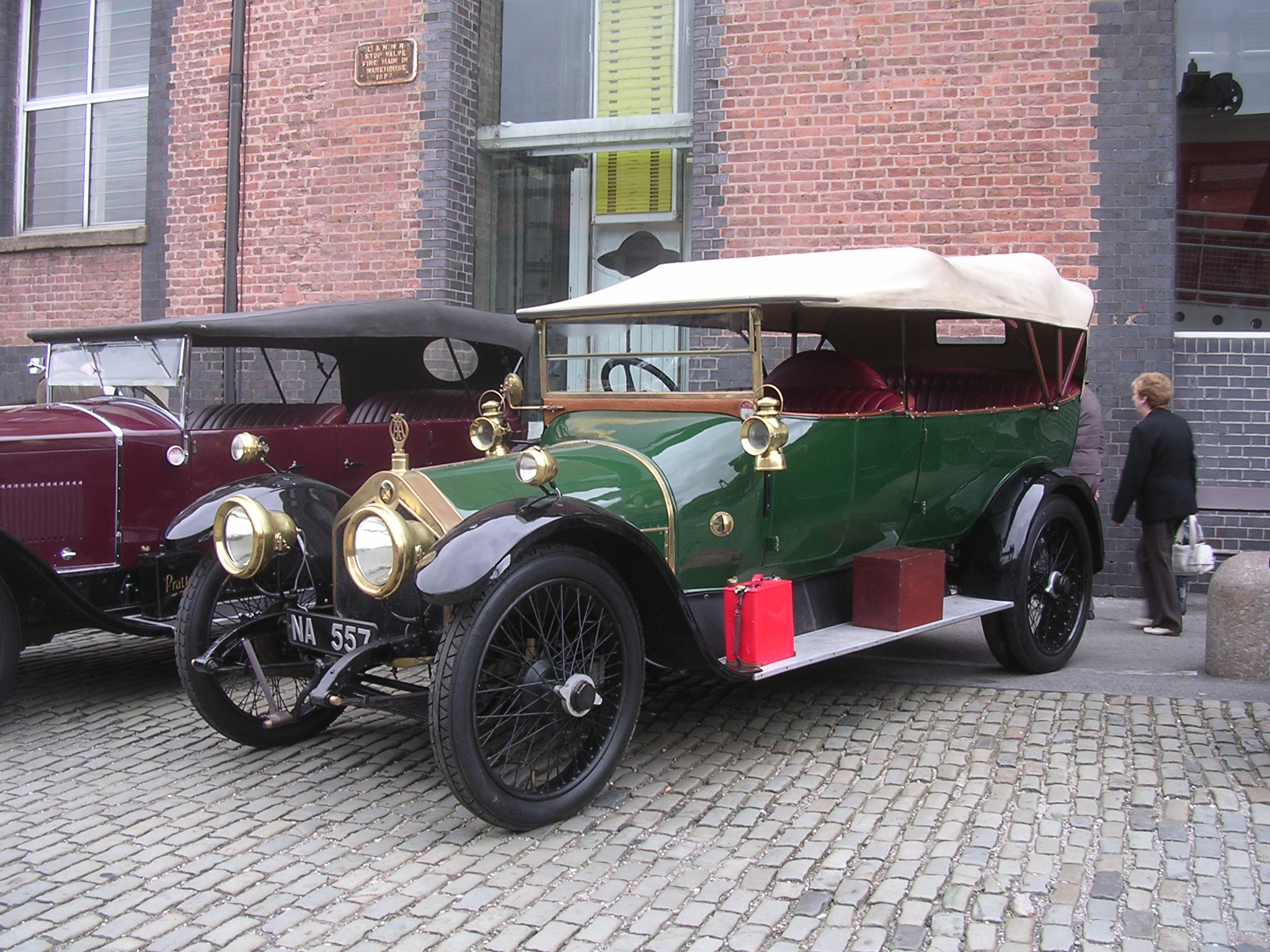
کراسلی ۲۰/۲۵ خودروی ستادی یکان پروازی پادشاهی بریتانیا

برادران کراسلی در اصل تولیدکنندهٔ دستگاه‌های نساجی و لاستیک سازی بودند که پیش از سال ۱۸۸۰ آغاز به تولید تحت امتیاز موتور درون‌سوز اتو نمودند. این شرکت در سال ۱۹۰۳ آغاز به تولید خودرو نمود و حدود ۶۵۰ خودرو در نخستین سال خود تولید کرد. این شرکت در اصل به عنوان بخشی از شرکت برادران کراسلی که تولیدکنندهٔ موتور بود بر پا شد، ولی از سال ۱۹۱۰ یک شرکت مستقل گردید. گرچه این شرکت به عنوان یک شرکت سازندهٔ خودروی سواری پدید آمد، ولی فراهم آورندهٔ اصلی خودروهای نیروهای بریتانیا در خلال جنگ جهانی اول بود و در دههٔ ۱۹۲۰ به ساخت اتوبوس روی آورد. با تجدید نظامی گری در دههٔ ۱۹۳۰ ساخت خودروی سواری دوباره کاهش یافت و در سال ۱۹۳۶ کاملاً متوقف شد. در خلال جنگ جهانی دوم تمرکز تولیدات دوباره بر روی خودروهای نظامی قرار گرفت. تولید اتوبوس دوباره در سال ۱۹۴۵ از سر گرفته شد، ولی دیگر هیچ خودروی سواری ساخته نشد. نظر رؤسای شرکت در اواخر ۱۹۴۰ بر این قرار گرفت که چون شرکت کراسلی موتورز بیش از اندازه کوچک است که بتواند به تنهایی ادامهٔ بقا دهد با یکی شدن آن با شرکت ای ئی سی موافقت شود. تولید در کارخانجات کراسلی سرانجام در سال ۱۹۵۸ متوقف شد.

## تاریخچه
شرکت کراسلی موتورز با مسئولیت محدود برای نخستین بار در تاریخ ۱۱ آوریل ۱۹۰۶ ثبت شد (و دوباره ب شمارهٔ شرکت متفاوت در سال ۱۹۱۰ ثبت شد.). این شرکت به عنوان بازوی سازندهٔ خودروی شرکت برادران کراسلی ثبت گردید. نخستین خودروی سواری این شرکت عملاً در سال ۱۹۰۳ ساخته شد و در انجمن نمایشگاه سازندگان موتور در کریستال پلیس در فوریهٔ ۱۹۰۴ به نمایش درآمد، ولی شرکت مادر آیندهٔ روشنی را برای این گونه ماشین لات جدید پیش‌بینی می‌کرد و معتقد بود یک شرکت جداگانه‌ای برای ساخت این ماشین آلات نیاز است.
در سال ۱۹۲۰ کراسلی موتورز ۳۴٬۲۸۳ (۶۸/۵٪) از ۵۰٬۰۰۰ سهم شرکت آورو را خرید. کراسلی تولید خودروی سواری آورو را بر عهده گرفت و آورو به تولید هواپیما به‌طور مستقل ادامه داد. در سال ۱۹۲۸ کراسلی مجبور شد سهام خود را در آورو به آرمسترانگ سیدلی بفروشد تا خسارت وارده در ویلیس اورلند کراسلی را پرداخت کند.
پس از جنگ جهانی دوم رؤسای شرکت را عقیده بر این شد که شرکت به اندازهٔ کافی بزرگ نیست که بتواند شکوفا شود و به دنبال یک شریک گشتند که در نتیجه در سال ۱۹۴۸ این شرکت به تملک شرکت ای ئی سی درآمد. شرکت مادر ای ئی سی نام آن را به آسوشیتد کامرشال و هیکلز با مسئولیت محدود تغییر داد و کراسلی بخشی از این شرکت شد. تولید خودروهای کراسلی در کارخانهٔ استاکپورت تا سال ۱۹۵۲ ادامه پیدا کرد. کراسلی موتورز در سال ۱۹۵۸ بسته شد و در سال ۱۹۵۹ به فروش رفت. در سال ۱۹۶۹ مالک جدید شرکت ای ئی سی، بریتیش لیلاند، شرکت را با نام جدید لیلاند نشنال آغاز کرد و تولید اتوبوس یک طبقه از سر گرفته شد.